# Balkan Bulgarian Airlines
Pour les articles homonymes, voir Balkan.
Balkan Airlines (bulgare : Балкан), fondée en 1947 sous le nom de TABSO, était la compagnie aérienne nationale de Bulgarie. Elle a fait faillite en 2002 et Bulgaria Air a été créée pour reprendre ses activités.

## Histoire
Balkan Bulgarian Airlines (ou Balkan) (code AITA : LZ ; code OACI : LAZ) était le transporteur national  de la République populaire de Bulgarie, qui a volé en Europe et ailleurs depuis 1947 jusqu'à sa faillite en 2002; elle a possédé 140 avions au total pendant toute son existence, et volait partout, surtout en Europe et en Asie. 
Dans les années 1970-1980, la compagnie fut un important transporteur en Europe dû au succès rencontré dans les services fournis aux voyageurs ainsi qu'aux yeux des médias.
Toujours à cette époque, la compagnie n'eut presque pas d'accidents. De plus, aucun avion des constructeurs actuels (Airbus et Boeing) n'était mis en cause dans les accidents (la compagnie en possédant 15 au total).
Dans les années 1970, la compagnie à commencer à subir de nombreuses difficultés.

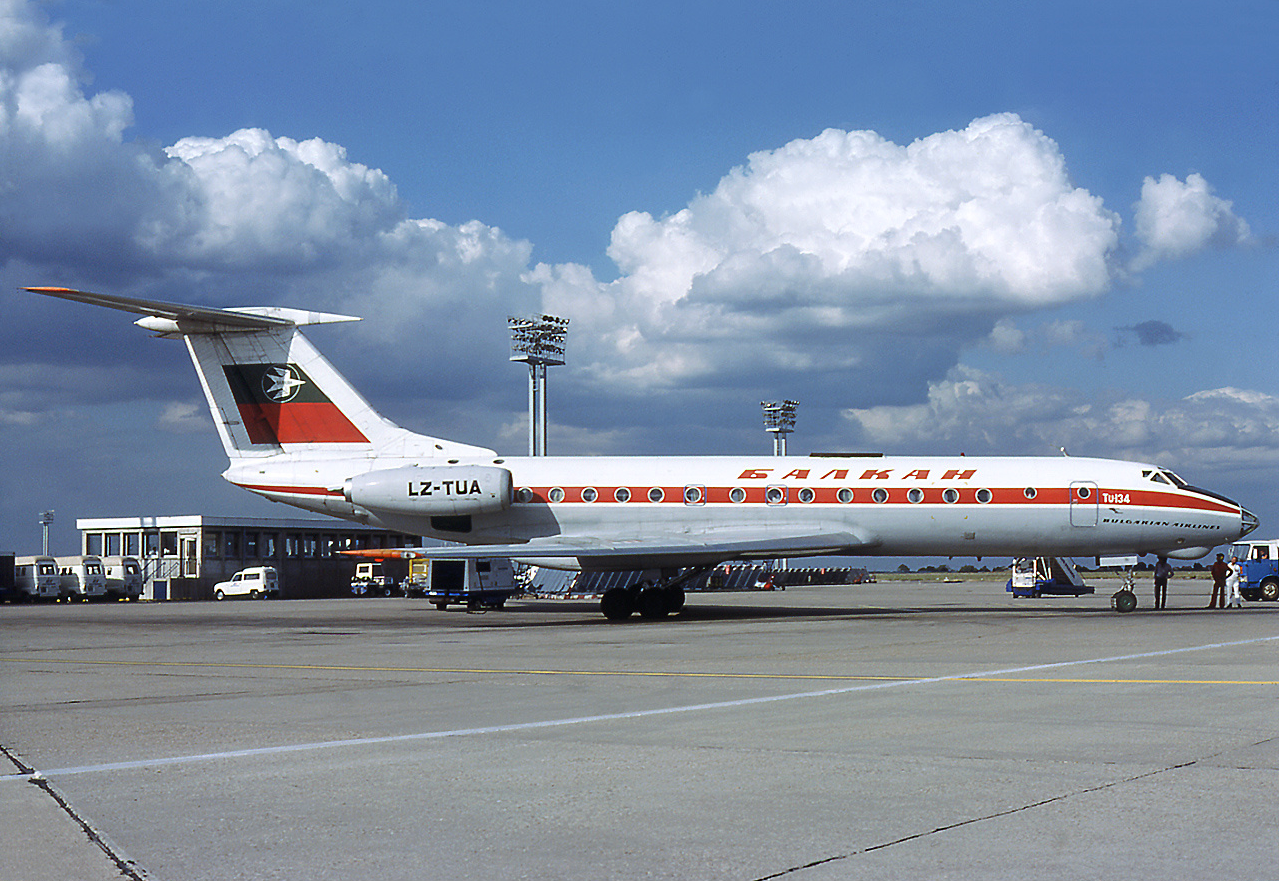
Un Tupolev Tu-134 de la compagnie en 1979.

Tout d'abord avec le nombre important d'appareils Tupolev mis en cause dans des incidents dont le vol Balkan Bulgarian Airlines 107 en 1978 et ensuite à cause du choc pétrolier de 1979 et ses conséquences sur le trafic aérien. 

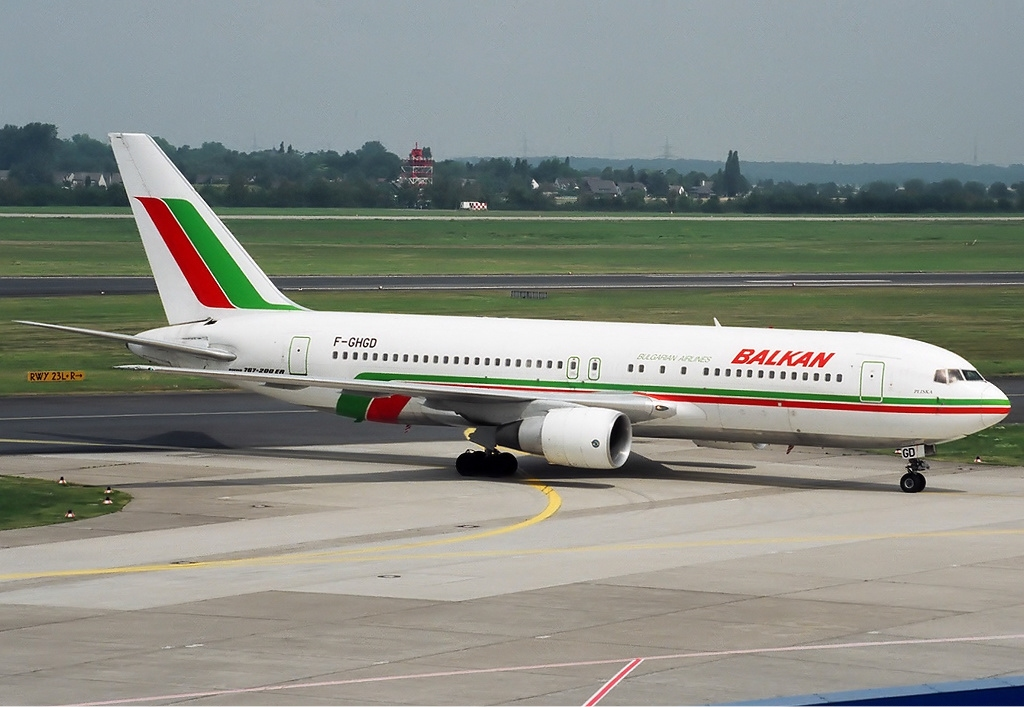
Un Boeing 767 en 1997 avec la livrée mit en œuvre depuis les années 1990.

Avec la fin des régimes communistes en Europe, elle se retrouva en concurrence avec d'autres compagnies et disparut en 2002.

## Flotte
Avant 1990, la flotte n'était pas entièrement destinée au transport de passagers mais comprenait des avions assurant d'autres fonctions.